# Titanus
Titanus es una productora cinematográfica italiana, fundada en 1904 por Gustavo Lombardo (1885-1951). La sede se encuentra en el número 28 de la Via Sommacampagna, en Roma, y sus estudios en la Via Tiburtina, a trece kilómetros del centro de Roma.

## Historia
Lombardo dirigió los estudios hasta su muerte en 1951. Su hijo, Goffredo Lombardo (1920-2005), y más tarde su nieto, Guido Lombardo, han seguido dirigiendo la empresa.
Titanus ha sido responsable de cientos de producciones italianas, entre las que se encuentran algunas cintas muy populares en el país. Realizó muchas películas péplum y comedias protagonizadas por Totó y Franco & Ciccio. El estudio realizó numerosas coproducciones internacionales con estudios cinematográficos estadounidenses (Sodoma y Gomorra, El ángel vestía de rojo) y franceses (Plein Soleil).
Tras la llegada del cine de la nueva ola francesa, Titanus puso en marcha una operación que ofrecía a los jóvenes artistas la posibilidad de crear películas de bajo presupuesto con relativa libertad, en la que acogieron a directores como Ermanno Olmi, Elio Petri, Damiano Damiani y Lina Wertmuller. La empresa cerró su rama de producción en 1964.
Tras un paréntesis de aproximadamente diez años, Titanus se reorganizó y reanudó la producción de películas a menor escala. Actualmente, la mayor parte de su trabajo se enfoca en el formato televisivo.